# 12 років рабства (фільм)
«12 років рабства» (англ. «12 Years a Slave») — оскароносна американсько-британська історично-біографічна драма 2013 року режисера Стіва Макквіна. У головних ролях Чиветел Еджіофор, Майкл Фассбендер, Бенедикт Камбербетч. Стрічку знято на основі автобіографії Соломона Нортапа.
Сценаристом був Джон Рідлі, продюсерами — Деде Ґарднер, Бред Пітт та інші. Вперше фільм продемонстрували 30 серпня 2013 року у США на кінофестивалі в Теллурайді. В Україні у кінопрокаті прем'єра фільму відбулась 12 грудня 2013 року.
Картина стала переможцем найпрестижніших кінопремій та конкурсів, здобувши Премію «Оскар» за найкращий фільм, «Золотий глобус» за найкращий фільм-драму, Премію БАФТА за найкращий фільм. На 1 березня 2024 року фільм займав 184-ту позицію у списку 250 кращих фільмів за версією IMDb.

## Сюжет
1841 рік, Нью-Йорк, США. Соломон Нортап — вільний чорношкірий, йому запропонували вигідну роботу у Вашингтоні. Проте його викрали й продали у рабство. Протягом 12 років Соломон переходить від одного рабовласника до іншого, проте він зберігає свою гідність. Це відбувається, аж доки Соломон не зустрічається з Семюелем Бассом, борцем з рабовласницьким станом.

## У ролях
| Актор               | Персонаж                                   | Роль                                         |
| ------------------- | ------------------------------------------ | -------------------------------------------- |
| Чиветел Еджіофор    | Соломон Нортап (англ. Solomon Northup)     | вільний чорношкірий, якого продали у рабство |
| Майкл Фассбендер    | Едвін Еппс (англ. Edwin Epps)              | останній власник Соломона                    |
| Люпіта Ніонго       | Патсі (англ. Patsey)                       | рабиня                                       |
| Сара Полсон         | Мері Еппс (англ. Mary Epps)                | власниця плантації                           |
| Пол Дано            | Джон Тібітс (англ. John Tibeats)           | тесля                                        |
| Бенедикт Камбербетч | Віллям Форд (англ. William Ford)           | власник плантації                            |
| Елфрі Вудард        | Гаррієт Шоу (англ. Harriet Shaw)           | рабиня                                       |
| Адеперо Одує        | Еліза (англ. Eliza)                        | рабиня                                       |
| Гаррет Діллагант    | Ермсбі (англ. Armsby)                      | колишній наглядач плантації                  |
| Крістофер Беррі     | Джеймс Х. Берч (англ. James H. Birch)      | работорговець                                |
| Білл Кемп           | Ебенезер Редберн (англ. Ebenezer Radburn)  | лакей Берча                                  |
| Скут Макнейрі       | Мерріл Браун (англ. Merrill Brown)         | викрадач Соломона                            |
| Бред Пітт           | Семюель Басс (англ. Samuel Bass)           | канадський чорнороб                          |
| Пол Джаматті        | Теофілус Фрімен (англ. Theophilus Freeman) | работорговець                                |
| Кріс Чок            | Клеменс Рей (англ. Clemens Ray)            | раб                                          |
| Майкл К. Вільямс    | Роберт (англ. Robert)                      | раб                                          |
| Сторм Рейд          | Емілі (англ. Emily)                        | рабиня, донька Елізи                         |
| Дж. Д. Евермор      | Чапін (англ. Chapin)                       | наглядач плантації Вілляма Форда             |

## Сприйняття

### Критика
Фільм отримав позитивні відгуки: Rotten Tomatoes дав оцінку 96 % на основі 253 відгуків від критиків (середня оцінка 9/10) і 92 % від глядачів із середньою оцінкою 4,4/5 (85,889 голосів). Загалом на сайті фільми має позитивний рейтинг, фільму зарахований «стиглий помідор» і «сертифікат свіжості» від кінокритиків та «попкорн» від глядачів, Internet Movie Database — 8,4/10 (88 658 голосів), Metacritic — 97/100 (48 відгуків критиків) і 8.1/10 від глядачів (426 голосів). Загалом на цьому ресурсі від критиків і від глядачів фільм отримав позитивні відгуки.

### Касові збори
Під час показу у США протягом першого (вузького, зі 18 жовтня 2013 року) тижня фільм показали у 19 кінотеатрах і він зібрав 923,715 $, що на той час дозволило йому зайняти 16 місце серед усіх прем'єр. Наступного (широкого, з 8 листопада 2013 року) тижня фільм показали у 1,144 кінотеатрах і він зібрав 6,675,731 $ (7 місце). Станом на 16 лютого 2014 року показ фільму тривав 122 дні (17,4 тижня) і за цей час фільм зібрав у прокаті у США 48,196,000  доларів США (за іншими даними 48,306,976), а у решті країн 61,200,000 $, тобто загалом 109,396,000 $ (за іншими даними 109,506,976 $) при бюджеті 20 млн $.

### Нагороди і номінації

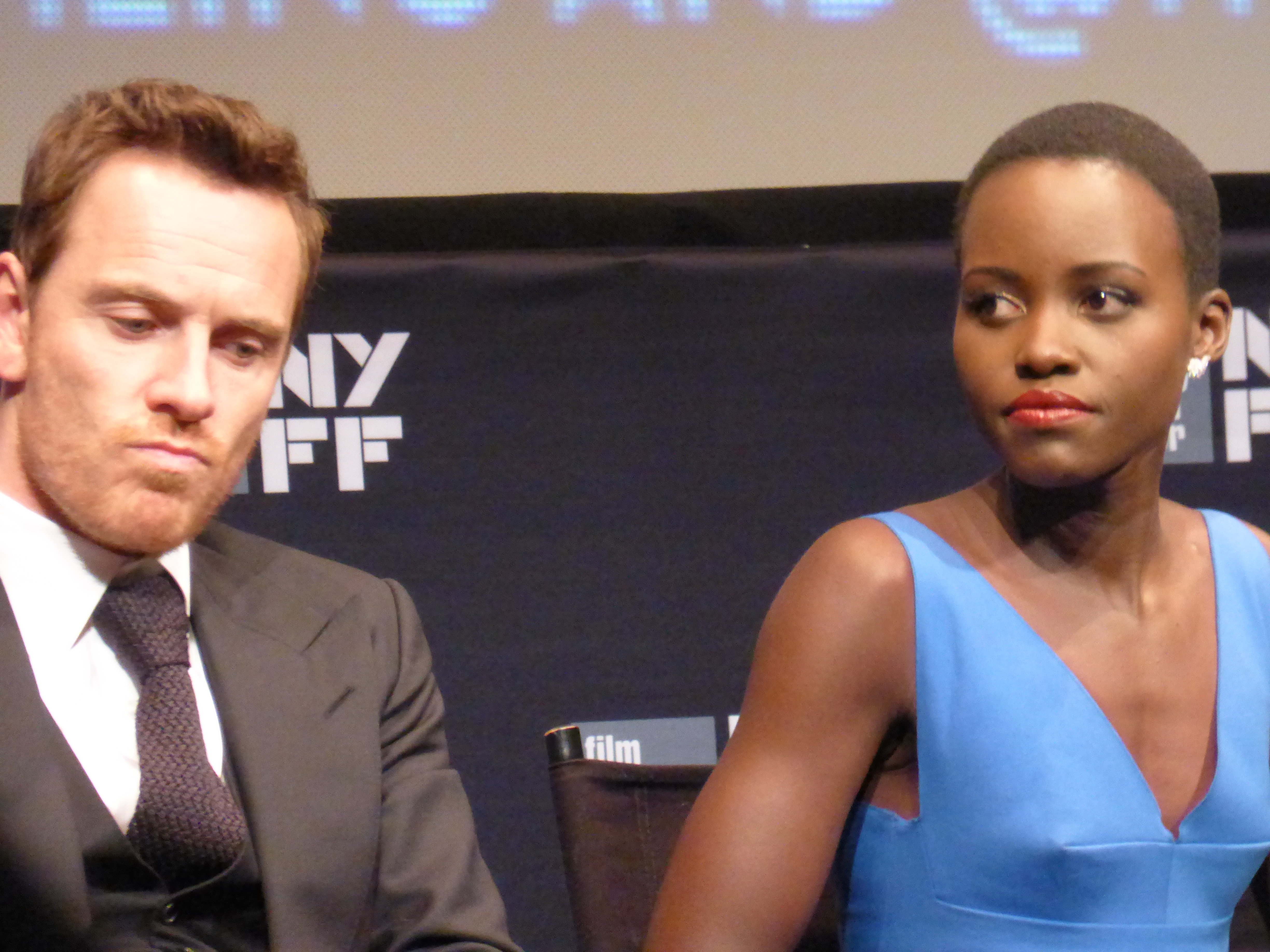
Майкл Фассбендер і Люпіта Ніонго на прем'єрі фільму в Нью-Йорку

| Рік  | Нагорода                                           | Категорія                                                    | Номінант | Результат |
| ---- | -------------------------------------------------- | ------------------------------------------------------------ | --- | --------- |
| 2013 | Премія «Британнія»                                 | Британський актор року                                       | Бенедикт Камбербетч                                                                                            | Перемога  |
| 2013 | Camerimage                                         | Найкраща операторська робота                                 | Шон Боббітт | Номінація |
| 2013 | Gotham Awards                                      | Найкращий фільм                                              | Стів Макквін, Деде Ґарднер, Ентоні Катаґас, Джеремі Клейнер, Стів Макквін, Арнон Мілчен, Бред Пітт, Білл Полед | Номінація |
| 2013 | Gotham Awards                                      | Нагорода «Акторський прорив»                                 | Лупіта Найонґ                                                                                                  | Номінація |
| 2013 | Gotham Awards                                      | Приз глядацьких симпатій                                     | Стів Макквін, Деде Ґарднер, Ентоні Катаґас, Джеремі Клейнер, Стів Макквін, Арнон Мілчен, Бред Пітт, Білл Полед | Номінація |
| 2013 | Gotham Awards                                      | Найкращий актор                                              | Чіветель Еджифор                                                                                               | Номінація |
| 2013 | Міжнародний кінофестиваль у Гемптосі               | Нагорода «Акторський прорив»                                 | Лупіта Найонґ                                                                                                  | Перемога  |
| 2013 | Кінофестиваль у Голлівуді                          | Режисерський прорив                                          | Стів Макквін                                                                                                   | Перемога  |
| 2013 | Кінофестиваль у Голлівуді                          | Нагорода «Новий Голлівуд»                                    | Лупіта Найонґ                                                                                                  | Перемога  |
| 2013 | Кінофестиваль у Стокгольмі                         | Найкраща музика                                              | Ганс Ціммер | Перемога  |
| 2013 | Кінофестиваль у Стокгольмі                         | Найкращий фільм                                              | Стів Макквін                                                                                                   | Перемога  |
| 2013 | Міжнародний кінофестиваль у Торонто                | Нагорода «Вибір публіки»                                     | Стів Макквін                                                                                                   | Перемога  |
| 2014 | Незалежний дух                                     | Найкращий фільм                                              | Деде Ґарднер, Ентоні Катаґас, Джеремі Клейнер, Стів Макквін, Арнон Мілчен, Бред Пітт, Білл Полед               | Перемога  |
| 2014 | Незалежний дух                                     | Найкраща режисура                                            | Стів Макквін                                                                                                   | Перемога  |
| 2014 | Незалежний дух                                     | Найкращий сценарій                                           | Джон Рідлі | Перемога  |
| 2014 | Незалежний дух                                     | Найкраща операторська робота                                 | Шон Боббітт | Перемога  |
| 2014 | Незалежний дух                                     | Найкраща чоловіча роль                                       | Чіветель Еджифор                                                                                               | Номінація |
| 2014 | Незалежний дух                                     | Найкраща жіноча роль другого плану                           | Лупіта Найонґ                                                                                                  | Перемога  |
| 2014 | Незалежний дух                                     | Найкраща чоловіча роль другого плану                         | Майкл Фассбендер                                                                                               | Номінація |
| 2014 | Міжнародний кінофестиваль у Палм Спрінґс           | Режисер року                                                 | Стів Макквін                                                                                                   | Перемога  |
| 2014 | 71-ша церемонія вручення нагороди «Золотий глобус» | Найкращий фільм — драма                                      | стрічка | Перемога  |
| 2014 | 71-ша церемонія вручення нагороди «Золотий глобус» | Найкраща чоловічу роль — драма                               | Чіветель Еджифор                                                                                               | Номінація |
| 2014 | 71-ша церемонія вручення нагороди «Золотий глобус» | Найкраща чоловічу роль другого плану — кінофільм             | Майкл Фассбендер                                                                                               | Номінація |
| 2014 | 71-ша церемонія вручення нагороди «Золотий глобус» | Найкраща жіноча роль другого плану — кінофільм               | Лупіта Найонґ                                                                                                  | Номінація |
| 2014 | 71-ша церемонія вручення нагороди «Золотий глобус» | Найкращий режисер                                            | Стів Макквін                                                                                                   | Номінація |
| 2014 | 71-ша церемонія вручення нагороди «Золотий глобус» | Найкращий сценарій                                           | Джон Рідлі | Номінація |
| 2014 | 71-ша церемонія вручення нагороди «Золотий глобус» | Найкраща музика до фільму                                    | Ганс Ціммер | Номінація |
| 2014 | БАФТА у кіно                                       | Найкращий фільм                                              | Ентоні Катаґас, Бред Пітт, Деде Ґарднер, Джеремі Клейнер, Стів Макквін                                         | Перемога  |
| 2014 | БАФТА у кіно                                       | Найкраща чоловічу роль                                       | Чіветель Еджифор                                                                                               | Перемога  |
| 2014 | БАФТА у кіно                                       | Найкраща музика до фільму                                    | Ганс Ціммер | Номінація |
| 2014 | БАФТА у кіно                                       | Найкращий адаптований сценарій                               | Джон Рідлі | Номінація |
| 2014 | БАФТА у кіно                                       | Найкраща чоловічу роль другого плану                         | Майкл Фассбендер                                                                                               | Номінація |
| 2014 | БАФТА у кіно                                       | Найкраща жіноча роль другого плану                           | Лупіта Найонґ                                                                                                  | Номінація |
| 2014 | БАФТА у кіно                                       | Найкращий режисер                                            | Стів Макквін                                                                                                   | Номінація |
| 2014 | БАФТА у кіно                                       | Найкращий оператор                                           | Шон Боббітт | Номінація |
| 2014 | БАФТА у кіно                                       | Найкращий монтаж                                             | Джо Волкер | Номінація |
| 2014 | БАФТА у кіно                                       | Найкращий художник-постановник                               | Адам Штокгаузен, Аліса Бейкер                                                                                  | Номінація |
| 2014 | Премія «Оскар»                                     | Найкращий фільм                                              | Бред Пітт, Деде Ґарднер, Джеремі Клейнер, Стів Макквін, Ентоні Катаґас                                         | Перемога  |
| 2014 | Премія «Оскар»                                     | Найкраща режисерська робота                                  | Стів Макквін                                                                                                   | Номінація |
| 2014 | Премія «Оскар»                                     | Найкраща чоловіча роль                                       | Чіветел Еджіофор                                                                                               | Номінація |
| 2014 | Премія «Оскар»                                     | Найкраща чоловіча роль другого плану                         | Майкл Фассбендер                                                                                               | Номінація |
| 2014 | Премія «Оскар»                                     | Найкраща жіноча роль другого плану                           | Ніонго Люпіта                                                                                                  | Перемога  |
| 2014 | Премія «Оскар»                                     | Найкращий адаптований сценарій                               | Джон Рідлі | Перемога  |
| 2014 | Премія «Оскар»                                     | Найкраща робота художника-постановника, художника-декоратора | Адам Штокгаузен (постановник), Еліс Бейкер (декоратор)                                                         | Номінація |
| 2014 | Премія «Оскар»                                     | Найкращий дизайн костюмів                                    | Патріція Норріс                                                                                                | Номінація |
| 2014 | Премія «Оскар»                                     | Найкращий монтаж                                             | Джо Вокер | Номінація |

### Виноски
1. 1 2  12 Years a Slave: Release Info (англ.). Internet Movie Database. Архів оригіналу за 20 жовтня 2013. Процитовано 3 грудня 2013.
2. 1 2  12 років рабства. Kino-teatr.ua. Архів оригіналу за 7 грудня 2013. Процитовано 3 грудня 2013.
3. ↑  Graham Fuller (10 квітня 2012). Steve McQueen's "Twelve Years a Slave" Set to Shine Light on Solomon Northup's Ordeal (англ.). Blouin Artinfo. Архів оригіналу за 11 грудня 2013. Процитовано 3 грудня 2013. [Архівовано 11 грудня 2013 у Wayback Machine.]
4. 1 2 3 4  12 Years a Slave (англ.). Box Office Mojo. Архів оригіналу за 25 грудня 2018. Процитовано 17 лютого 2013.
5. 1 2 3 4  12 Years a Slave (англ.). The Numbers. Архів оригіналу за 13 грудня 2013. Процитовано 17 лютого 2014.
6. 1 2  12 Years a Slave (англ.). Internet Movie Database. Архів оригіналу за 18 травня 2020. Процитовано 17 лютого 2014.
7. 1 2  12 Years a Slave: Full Cast & Crew (англ.). Internet Movie Database. Архів оригіналу за 11 вересня 2013. Процитовано 3 грудня 2013.
8. ↑  Golden Globes 2014: full list of winners (англ.). Guardian. 13 січня 2014. Архів оригіналу за 1 травня 2019. Процитовано 17 лютого 2014.
9. ↑  BAFTA Film. Film in 2014 (англ.). BAFTA. Архів оригіналу за 9 жовтня 2014. Процитовано 17 лютого 2014.
10. ↑  12 Years a Slave (англ.). Rotten Tomatoes. Архів оригіналу за 25 серпня 2014. Процитовано 17 лютого 2014.
11. ↑  12 Years a Slave (англ.). Metacritic. Архів оригіналу за 8 серпня 2017. Процитовано 17 лютого 2014.
12. ↑  12 Years a Slave: Awards (англ.). Internet Movie Database. Архів оригіналу за 6 листопада 2013. Процитовано 3 грудня 2013.